# Quartier Saint-Germain-des-Prés
Quartier Saint-Germain-des-Prés är Paris 24:e administrativa distrikt, beläget i sjätte arrondissementet. Distriktet är uppkallat efter klostret Saint-Germain-des-Prés.
Sjätte arrondissementet består även av distrikten Monnaie, Odéon och Notre-Dame-des-Champs.

## Sevärdheter
- Saint-Germain-des-Prés
- Rue de Furstemberg med Place de Furstemberg
- Musée national Eugène Delacroix
- Les Deux Magots
- Café de Flore

## Bildgalleri

De fyra administrativa distrikten i Paris sjätte arrondissement.
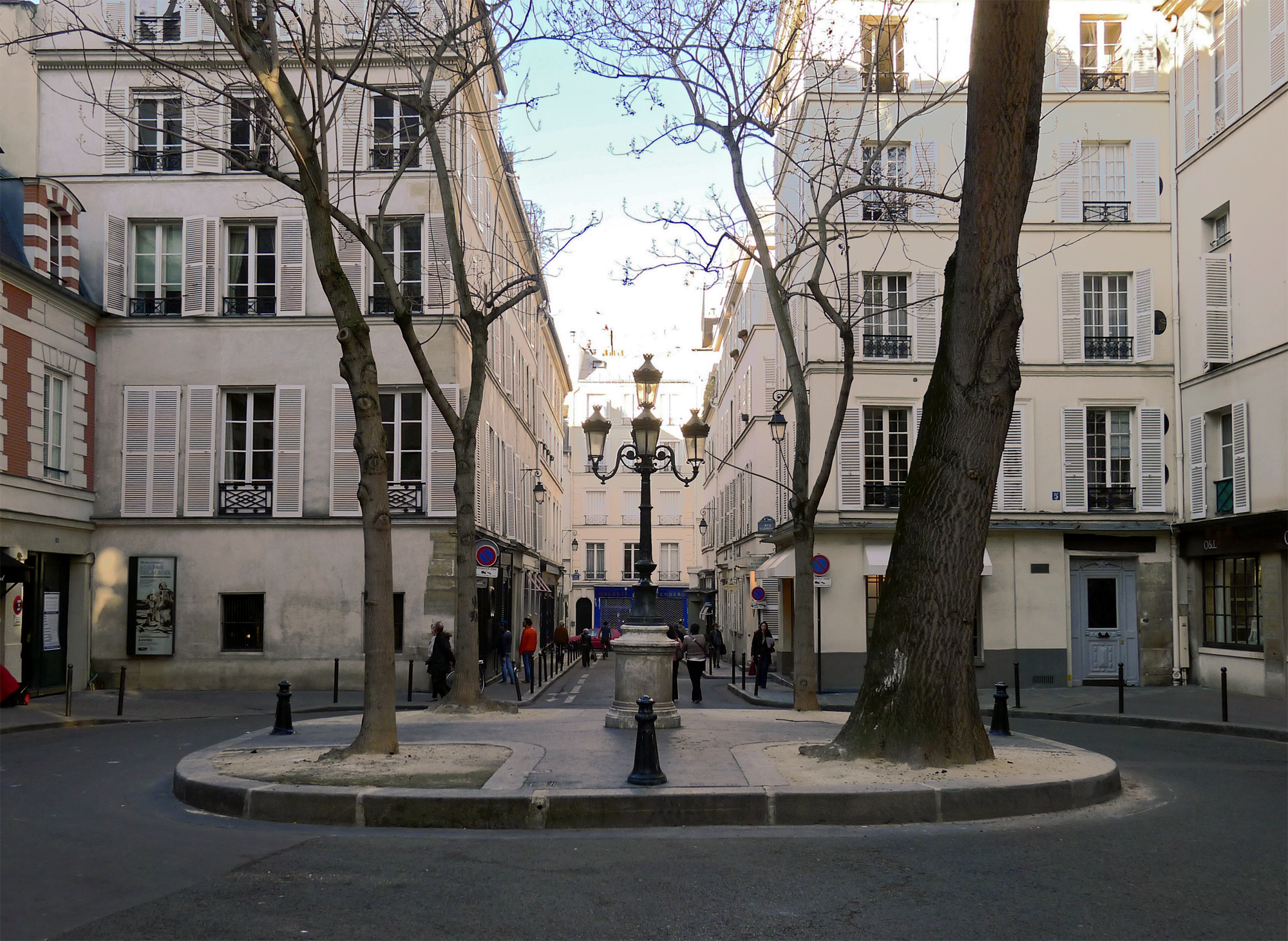
Place de Furstemberg.
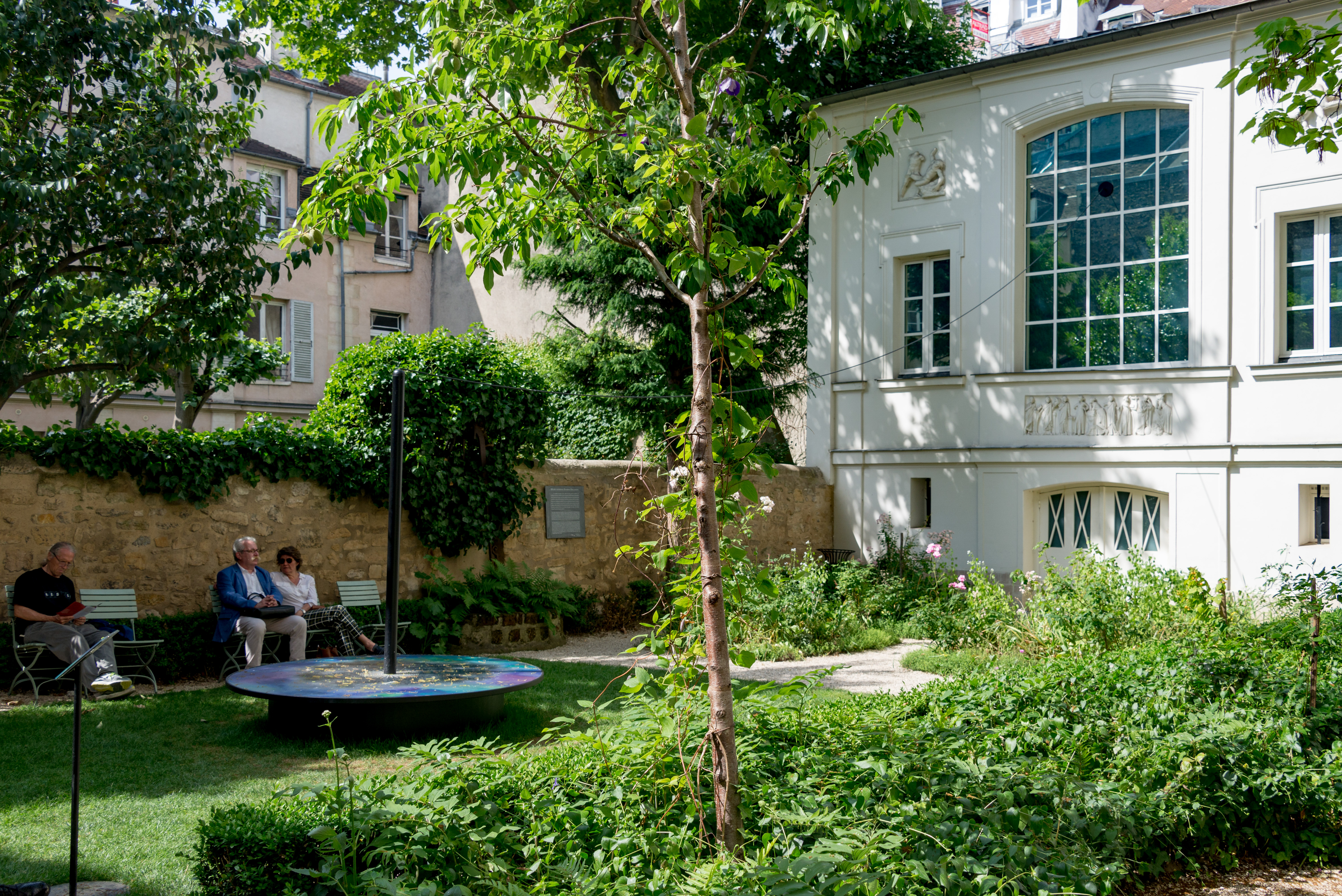
Musée national Eugène Delacroix.

## Kommunikationer
- Tunnelbana – linje  – Saint-Germain-des-Prés